# European Challenge 1992
Die Canal Plus European Challenge 1992 war ein professionelles Snookerturnier ohne Einfluss auf die Snookerweltrangliste (Non-ranking-Turnier), das im März 1992 im Rahmen der Saison 1991/92 im Happy European Sports and Business Centre im belgischen Waregem ausgetragen wurde. Der Schotte Stephen Hendry besiegte im Finale den Engländer Joe Johnson; Gary Wilkinson spielte mit einem 132er-Break das höchste Break des Turnieres.

## Preisgeld
Erneut vom französischen TV-Sender Canal Plus gesponsert, wurden wieder 50.000 Pfund Sterling an Preisgeldern ausgeschüttet.
|                 | Preisgeld |
| --------------- | --------- |
| Sieger          | 20.000 £  |
| Finalist        | 10.000 £  |
| Halbfinalist    | 5.000 £   |
| Viertelfinalist | 2.500 £   |
| Insgesamt       | 50.000 £  |

## Turnierverlauf
Wieder nahmen acht Spieler teil, die den Turniersieger im K.-o.-System ausspielten. Viertel- und Halbfinale wurden im Modus Best of 5 Frames gespielt, das Finale im Modus Best of 7 Frames.

|  | Viertelfinale Best of 5 Frames | Viertelfinale Best of 5 Frames |                |   | Halbfinale Best of 5 Frames | Halbfinale Best of 5 Frames |  |  | Finale Best of 7 Frames | Finale Best of 7 Frames |
|  |                                |                                |                |   |                             |                             |  |  |                         |                         |
|  | Stephen Hendry                 | 3                              |                |   |                             |                             |  |  |                         |                         |
|  | Alain Robidoux                 | 1                              |                |   |                             |                             |  |  |                         |                         |
|  | Alain Robidoux                 | 1                              | Stephen Hendry | 3 |                             |                             |  |  |                         |                         |
|  |                                |                                | Stephen Hendry | 3 |                             |                             |  |  |                         |                         |
|  |                                | Gary Wilkinson                 | 0              |   |                             |                             |  |  |                         |                         |
|  | Gary Wilkinson                 | Gary Wilkinson                 | 0              | 3 |                             |                             |  |  |                         |                         |
|  | Gary Wilkinson                 |                                |                | 3 |                             |                             |  |  |                         |                         |
|  | Dennis Taylor                  | 0                              |                |   |                             |                             |  |  |                         |                         |
|  |                                |                                | Stephen Hendry | 4 |                             |                             |  |  |                         |                         |
|  |                                | Joe Johnson                    | 1              |   |                             |                             |  |  |                         |                         |
|  | Joe Johnson                    | 3                              |                |   |                             |                             |  |  |                         |                         |
|  | Jimmy White                    | 2                              |                |   |                             |                             |  |  |                         |                         |
|  | Jimmy White                    | 2                              | Joe Johnson    | 3 |                             |                             |  |  |                         |                         |
|  |                                |                                | Joe Johnson    | 3 |                             |                             |  |  |                         |                         |
|  |                                | Mike Hallett                   | 0              |   |                             |                             |  |  |                         |                         |
|  | Mike Hallett                   | Mike Hallett                   | 0              | 3 |                             |                             |  |  |                         |                         |
|  | Mike Hallett                   |                                |                | 3 |                             |                             |  |  |                         |                         |
|  | Neal Foulds                    | 1                              |                |   |                             |                             |  |  |                         |                         |

## Century Breaks
Zwei Spieler spielten während des Turnieres je ein Century Break:
- Gary Wilkinson: 132
- Mike Hallett: 109